# 9732 Juchnovski
9732 Juchnovski este un asteroid din centura principală de asteroizi.

## Descriere
9732 Juchnovski este un asteroid din centura principală de asteroizi. A fost descoperit pe 24 septembrie 1984 la Smolyan de Vladimir Georgiev Škodrov și Violeta G. Ivanova. Asteroidul prezintă o orbită caracterizată de o semiaxă mare de 2,24 ua, o excentricitate de 0,12 și o înclinație de 7,6° în raport cu ecliptica.